# 25137 Seansolomon
25137 Seansolomon este un asteroid din centura principală de asteroizi.

## Descriere
25137 Seansolomon este un asteroid din centura principală de asteroizi. A fost descoperit pe 17 septembrie 1998 la Stația Anderson Mesa în cadrul programului LONEOS. Asteroidul prezintă o orbită caracterizată de o semiaxă mare de 2,30 ua, o excentricitate de 0,21 și o înclinație de 5,4° în raport cu ecliptica.